# Roosmarijn Wind
Roosmarijn Wind (Overveen, 24 januari 1996) is een Nederlandse actrice. Ze volgde een opleiding tot actrice aan de faaam (film actors academy amsterdam) en speelt mee in diverse films en series, waaronder Flikken Rotterdam. In 2019 maakt Wind haar debuut in SpangaS, waar ze de rol van Luna voor haar rekening neemt.

## Biografie en carrière
Wind is in 2009 voor het eerst te zien als actrice. Dat jaar speelt ze de rol van Hana in Het mysterie van de volle maan. Ook is ze te zien in een reclamecommercial van de HEMA.
In 2013 is Wind te zien in de rol van Andrea, in de scripted reality-serie Beschuldigd bij SBS6. Het jaar daarna speelt ze een rol als Japans meisje in de privédetectiveserie Heer & Meester bij Omroep MAX.
In het najaar van 2017 is Wind te zien in de terugkerende rol van Kim Stahl in het tweede seizoen van Flikken Rotterdam, gevolgd door een rol in Op weg naar Pakjesavond en een gastrol in de online serie Schuldig of niet. Sinds het voorjaar van 2019 is ze te zien in het dochterspanel van RTL Koffietijd. Later datzelfde jaar maakt ze haar debuut in de televisieserie SpangaS, waar ze de rol van Luna van Velzen vertolkt.
In 2021 vertolkte Wind de rol van visagiste in de Videoland-film De Sterfshow. Ook speelt ze een rol in de nieuwe Duitse bioscoopfilm Rheingold.
In 2023 was Wind een van de deelnemers aan het 23e seizoen van het RTL 4-programma Expeditie Robinson, ze viel als vierde af en eindigde daarmee op de zeventiende plek.